# Petzmannsberg
Petzmannsberg (oberfränkisch: Bedsbärch) ist ein Gemeindeteil der Großen Kreisstadt Kulmbach im Landkreis Kulmbach (Oberfranken, Bayern). Petzmannsdorf liegt in der Gemarkung Metzdorf.

## Geografie

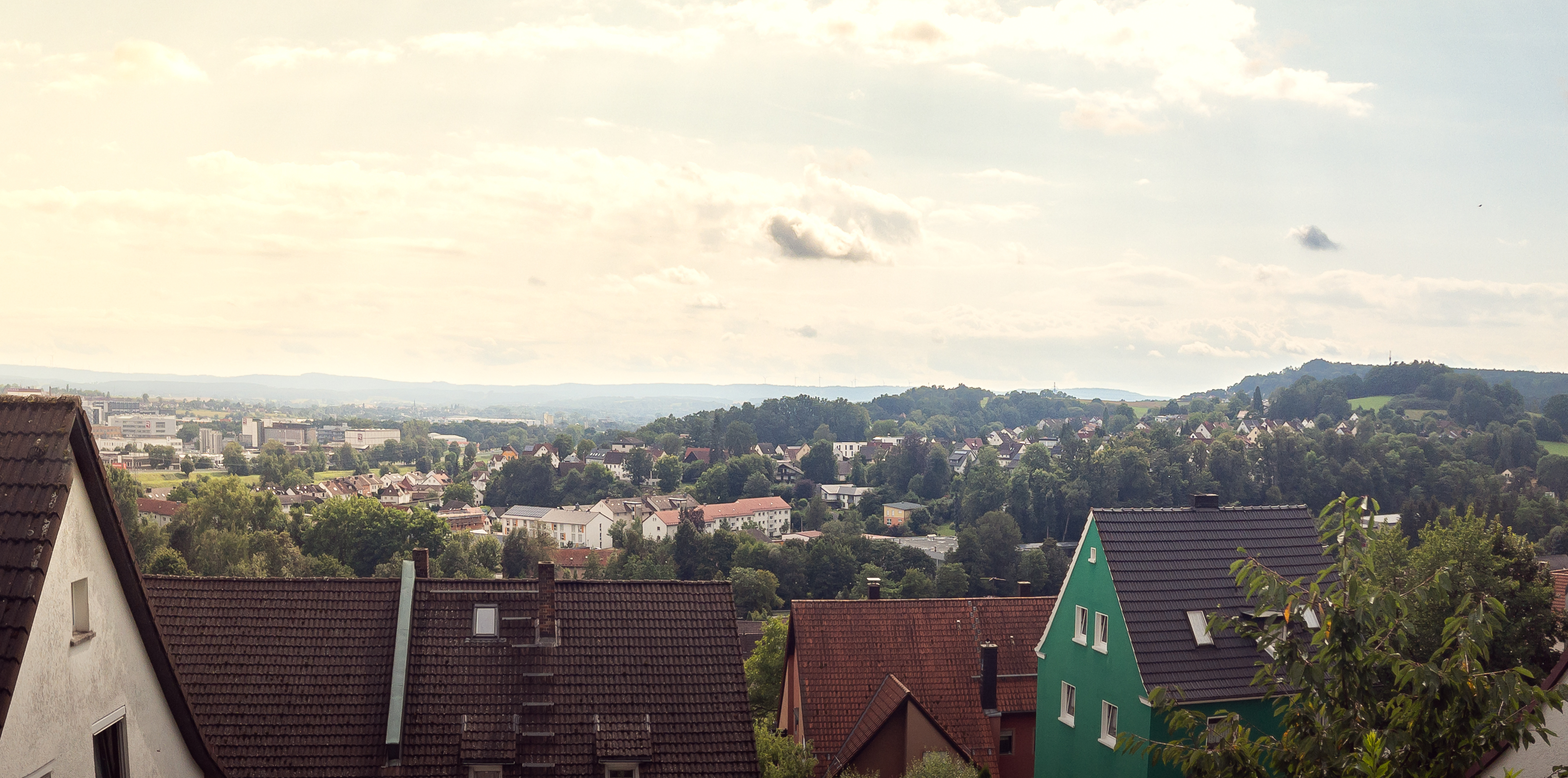
Panorama von Petzmannsberg

Der ehemalige Weiler bildet mit Metzdorf im Norden und Ziegelhütten im Osten eine geschlossene Siedlung nördlich des Weißen Mains. Die Dobrach fließt entlang der Gemarkungsgrenze nach Ziegelhütten und mündet als rechter Zufluss in den Weißen Main. Unmittelbar nördlich von Petzmannsberg erhebt sich der Heidenknock (365 m ü. NHN). Auch im Westen steigt das Gelände zu einer Anhöhe an (370 m ü. NHN). Die Bundesstraße 85 führt zur Bundesstraße 289 (0,5 km südöstlich) bzw. nach Höferänger (2 km nördlich). Die Kreisstraße KU 6 zweigt von der B 85 ab und führt nach Burghaig (2,2 km westlich).

## Geschichte
Der Ort wurde 1291 als „Betzemansberge“ erstmals urkundlich erwähnt. Das Bestimmungswort ist Pazaman, der Personenname des Siedlungsgründers.
Gegen Ende des 18. Jahrhunderts gab es in Petzmannsberg 19 Anwesen. Das Hochgericht übte das bayreuthische Stadtvogteiamt Kulmbach aus, das zugleich die Dorf- und Gemeindeherrschaft innehatte. Grundherren waren das Kastenamt Kulmbach (1 Gut, 5 Gütlein, 2 Tropfgütlein), das Bürgerhospital Kulmbach (1 Halbhof), der bambergische Langheimer Amtshof (1 Hof) und das Wernstein (6 Güter, 2 Sölden, 1 Tropfsölde).
Von 1797 bis 1810 unterstand der Ort dem Justiz- und Kammeramt Kulmbach. Mit dem Gemeindeedikt wurde Petzmannsberg dem 1811 gebildeten Steuerdistrikt Burghaig und der 1812 gebildeten gleichnamigen Ruralgemeinde zugewiesen. Ab 1818 gehörte es zur Ruralgemeinde Metzdorf. Am 1. April 1946 wurde Petzmannsberg nach Kulmbach eingegliedert.

### Baudenkmäler
- An den Weinbergen 5: Villa
- Petzmannsberg 12: Wohnstallhaus
- Petzmannsberg 25: Ehemaliges städtisches Hospitalgut

abgegangenes Baudenkmal
- Petzmannsberg 8: Zweigeschossiges Haus von drei zu sieben Achsen, Anfang 18. Jahrhundert. Sandstein, zum Teil verputzt. Obergeschoss unter verschieferten Giebel und traufseitig bis Mitte mit schlichtem Fachwerk. Türrahmung am Schlussstein bezeichnet „1821“.[9]

### Einwohnerentwicklung
| Jahr      | 001809 | 001818 | 001861 | 001871 | 001885 | 001900 | 001925 | 001950 | 001961 | 001970 | 001987 |
| Einwohner | 107    | 119    | 141    | 142    | 202    | 345    | 345    | 675    | 796    | 65     | *      |
| Häuser    |        | 22     |        |        | 26     | 31     | 38     | 64     | 100    |        | *      |
| Quelle    | [ 11 ] | [ 7 ]  | [ 12 ] | [ 13 ] | [ 14 ] | [ 15 ] | [ 16 ] | [ 17 ] | [ 18 ] | [ 19 ] | [ 20 ] |

## Religion
Petzmannsberg ist seit der Reformation evangelisch-lutherisch geprägt und war ursprünglich nach St. Aegidius (Melkendorf) gepfarrt, ab dem 19. Jahrhundert war die Pfarrei St. Petrus (Kulmbach) zuständig und seit der zweiten Hälfte des 20. Jahrhunderts ist es die Pfarrei Friedenskirche (Ziegelhütten).